# Raúl Baltar Estévez
Raúl Baltar Estévez (7 de abril de 1963, Vigo), es un economista español. 
Licenciado en Ciencias Económicas y Empresariales, egresado en el año 1987 de la Universidad Autónoma de Madrid y estuvo casado con
Pamela Rodríguez, cantante peruana nominada al Grammy Latino.

## Vida
Inició su carrera profesional como asesor en la reconocida empresa consultora Arthur Andersen, S.A (España), especializándose en auditorías para el sector financiero. También ocupó importantes posiciones en el Banco Zaragozano, S.A (España), donde estableció una ascendente carrera, desempeñándose como Gerente de Auditoría Interna (1991-1994); Director Gerente General de B.Z Gestión, S.A - Grupo Banco Zaragozano (1994-1997); Gerente de Banca Privada (1997-1998), hasta alcanzar la Gerencia Territorial de Andalucía, Extremadura y Canarias (1998-2000).
En el año 2001, Raúl Baltar Estévez se inició dentro del Grupo IF, asumiendo el reto como Presidente Ejecutivo y Director del Banco Interamericano de Finanzas, S.A. (Perú), cargo que ocupó desde el 2001 hasta finales del 2007. Paralelamente, en Perú, Baltar fue Presidente del Comité de Gerentes Generales de la Asociación de Bancos (2001-2002), Presidente del Instituto de Formación Bancaria (2001-2002) y Presidente de la Cámara de Compensación Electrónica (2004-2005).
Fue Director de Perú 2021, asociación civil sin fines de lucro que trabaja por la difusión y promoción de la Responsabilidad Social (RS) como metodología de gestión empresarial, para que la empresa se convierta en agente de cambio para alcanzar el Desarrollo Sostenible del Perú.
Desde febrero del 2008 hasta enero de 2014 fue el presidente Ejecutivo de Banco Exterior, banco privado del sistema financiero venezolano, que forma parte del Grupo IF.
Como Presidente del Banco Exterior contribuyó a posicionar a esta institución como una de las más importantes del sistema financiero venezolano, a la par de impulsar diferentes actividades de responsabilidad social en beneficio de las comunidades venezolanas.
Igualmente se desempeña, desde el año 2008, como Director de la Asociación Bancaria de Venezuela.
En marzo de 2014 se incorporó a Banesco Grupo Financiero Internacional como Gerente General del Headquarter y en Banesco Venezuela como integrante de la Junta Directiva.